# Albert Anker
Pour les articles homonymes, voir Anker.
Albert Anker, né le 1er avril 1831 et mort le 16 juillet 1910 à Anet (canton de Berne), est un illustrateur et peintre suisse. On l'appelle souvent le « peintre national » de la Suisse en raison de ses représentations populaires de la vie sociale de son pays au XIXe siècle.

## Biographie
Albert Anker est le deuxième enfant du vétérinaire d’Anet, Samuel Anker (1791–1860). Il va à l'école à Neuchâtel, où, en compagnie d'Auguste Bachelin, il suit ses premiers cours de dessin chez Louis Wallinger entre 1845 et 1848. Il étudie ensuite au gymnase de Kirchenfeld à Berne, où il obtient sa maturité en 1851. Anker entreprend ensuite des études de théologie à l'université de Berne, qu'il poursuit à celle de Halle, en Allemagne. Mais il écrit à son père à Noël 1853, de Iéna, qu'il se sent irrésistiblement attiré par une carrière artistique : « Toute profession est belle lorsqu'elle est accomplie avec sincérité et conscience ».

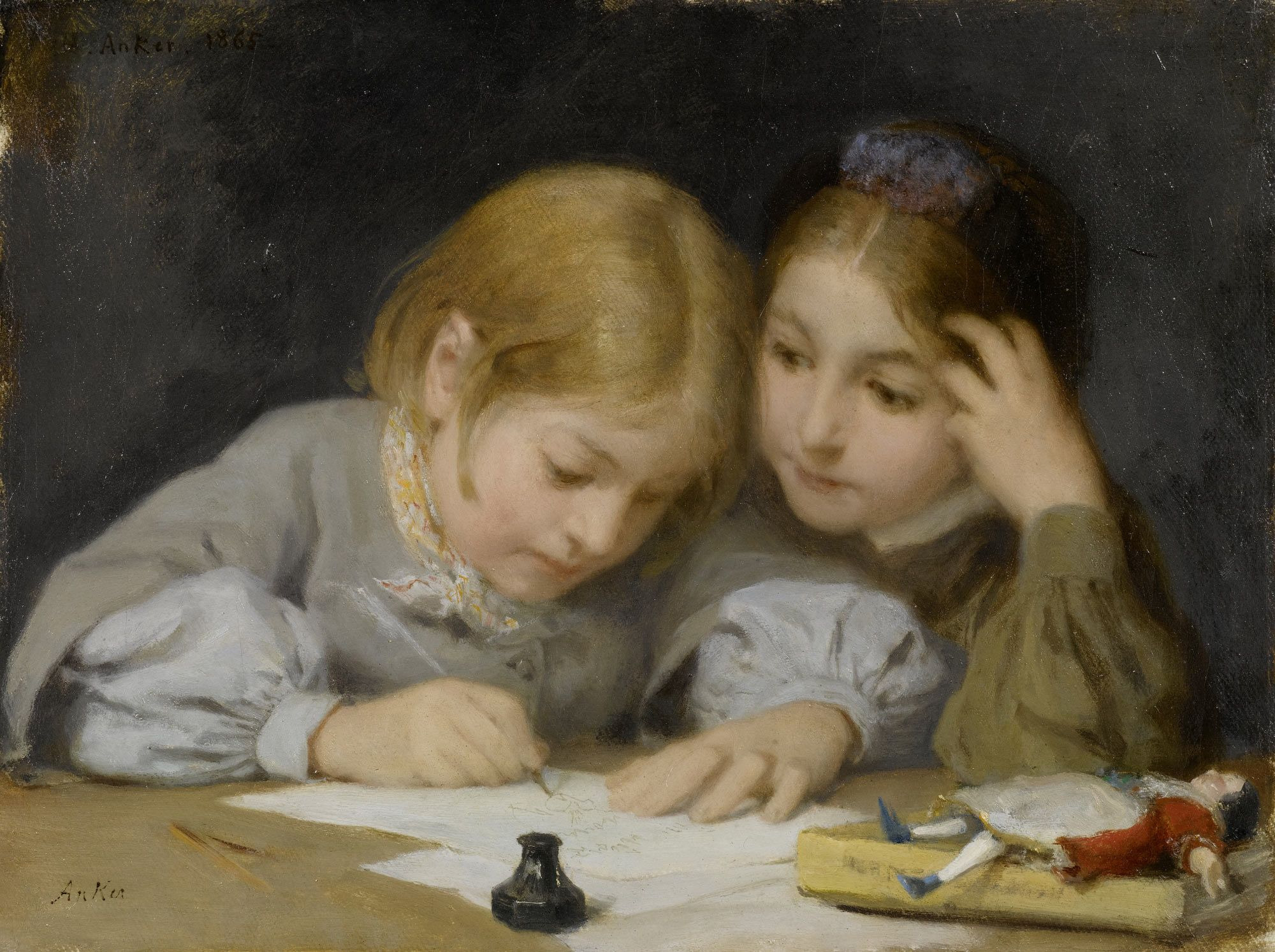
Schreibunterricht (1865), médaille d'or du Salon de Paris.

Anker se rend alors à Paris, pour étudier dans l'atelier du peintre suisse Charles Gleyre. Celui-ci, malgré la rigueur académique de son enseignement, a formé toute une génération d'élèves talentueux comme Renoir ou Monet. Le jeune Albert, au tempérament créatif, s'est senti bridé par cet enseignement extrêmement technique. Toutefois ses natures mortes caressées par la lumière témoignent de la maîtrise acquise chez Gleyre. Ce cercle d'artistes comprend également l'aquarelliste Henri Zuber, dont le cousin, le juge Armand Weiss, lie amitié avec Anker.
Puis, entre 1855 et 1860, il suit les cours de l'École nationale supérieure des beaux-arts. Il installe ensuite un studio dans la maison de ses parents et participe régulièrement à des expositions en Suisse et à Paris Anker épouse, en 1864, Anna Rüfli, de Langnau. Le couple a six enfants dont deux meurent très jeunes, les quatre autres Louise, Marie, Maurice et Cécile apparaissent dans certaines de ses peintures. En 1866, Albert Anker commence à faire des maquettes pour le céramiste Théodore Deck ; au fil des ans, il va réaliser plus de 300 dessins pour des faïences. La même année, il reçoit la médaille d'or du Salon de Paris pour Schlafendes Mädchen im Walde (1865) et Schreibunterricht (1865).
La famille Anker passe généralement l'hiver à Paris et l'été à Anet. Entre 1870 et 1874, il est élu député au Grand Conseil du canton de Berne, où il soutient la construction du Musée des beaux-arts. Anker voyage beaucoup, il se rend à Bruxelles, Anvers, Gand, Lille, passe l'hiver 1883-1884 à l'Académie Colarossi où il réalise des aquarelles, puis part pour l'Italie. Anker est membre de la Commission fédérale des beaux-arts (de), une première fois de 1889 à 1893, puis de 1895 à 1898.

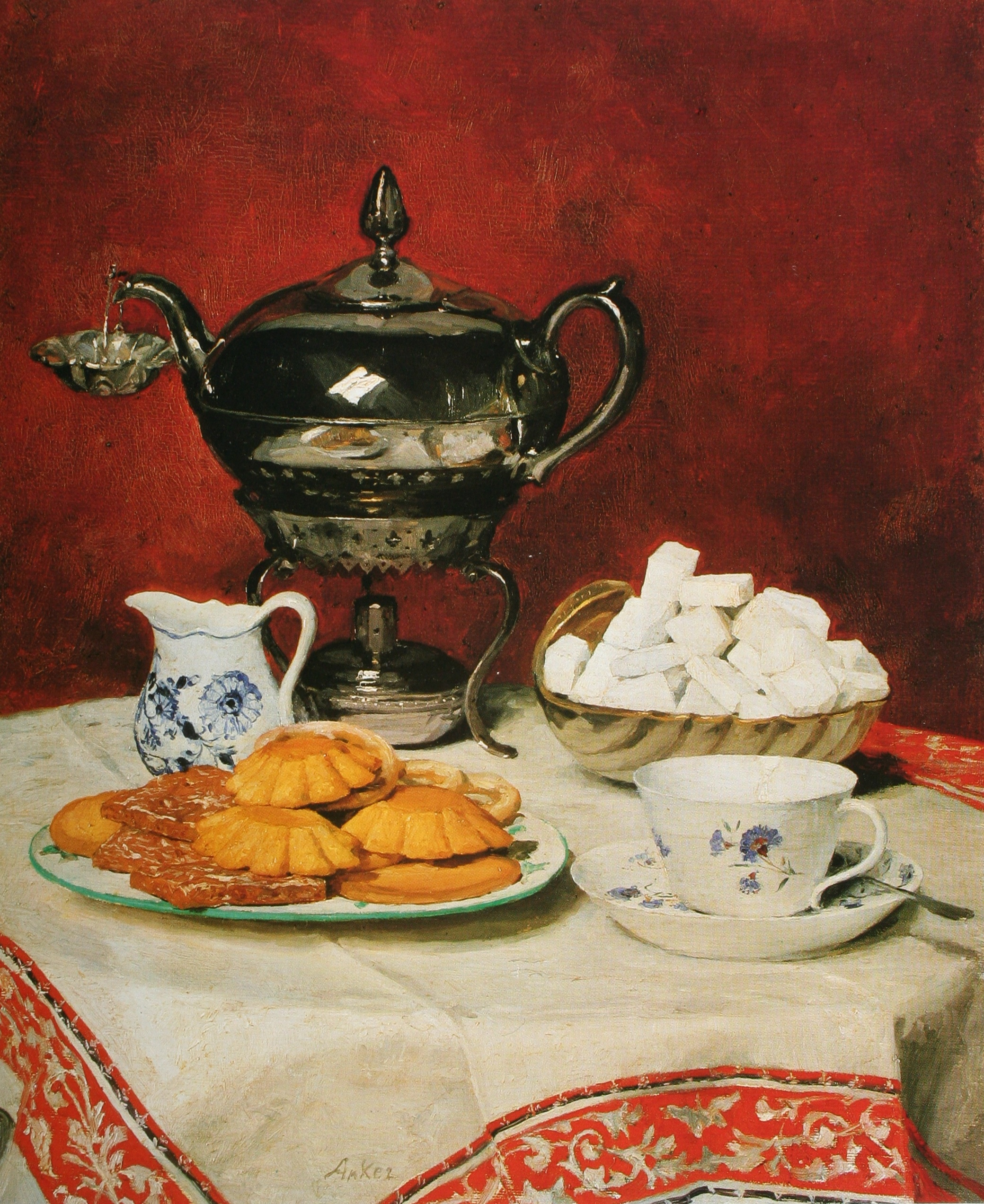
Nature morte (1896).

En 1890, il renonce à son domicile parisien pour demeurer uniquement à Anet. Il siège, dès 1891, à la commission fédérale de la fondation Gottfried Keller. Anker est membre du jury de l'Exposition internationale d'art de Munich, en 1897. Il effectue, en 1899, son dernier voyage à Paris. L'université de Berne lui confère, en 1900, le titre de docteur honoris causa. 
En septembre 1901, Anker est victime d'une attaque qui paralyse temporairement sa main droite. À cause de cette invalidité, il ne lui est plus possible de travailler sur de grandes toiles. Dans une position de travail qui lui est confortable - assis sur une chaise et la feuille de papier posée sur les genoux - il peint des aquarelles, plus de 500, dont le croquis au crayon est minimaliste.
Albert Anker meurt le 16 juillet 1910 à Ins. Deux expositions commémoratives sont organisées, la première au Musée d'art et d'histoire de Neuchâtel du 1er au 30 novembre 1910, puis au Musée des beaux-arts de Berne du 15 janvier au 12 février 1911.

## Citation de Van Gogh
« Anker est-il encore vivant ? Je pense souvent à ses œuvres, elles sont conçues avec tant d’habileté et de finesse. Il est vraiment d’un autre temps… »
Vincent Van Gogh à son frère Théo, 11.4.1883
(Lettre n°336, original en néerlandais)

## Récompenses
- 1856 : deux médailles de bronze à l’École impériale des beaux-arts à Paris.
- 1858 : médaille d’argent à l’École impériale des beaux-arts à Paris.
- 1866 : médaille d’or au Salon de Paris.
- 1872 : médaille de bronze pour son tableau Les marionnettes à l’Exposition internationale de Londres.
- 1873 : médaille pour sa peinture sur faïence à l’Exposition universelle de Vienne.

## Œuvres
Anker peint, entre autres, des portraits d'enfants, des représentations historiques et religieuses, des natures mortes et des paysages ruraux. Comme beaucoup des élèves de Gleyre, il s'évade de la présentation quasi-photographique des personnages peints par le maître, et les rend vivants, animés, chaleureux. Anker ira jusqu'aux limites de l'impressionnisme avec par exemple Markttag im Murten (1876). 

### Représentations enfantines

La petite fille aux dominos.

Dans la peinture européenne du XIXe siècle, Anker est l'un des plus importants créateurs de représentations enfantines. Il a peint environ 600 huiles, dont plus de 250 tableaux d'enfants, seuls ou en groupe. Dans Knöchelspiel, de 1864, il peint des enfants jouant aux osselets, un jeu de groupe qui leur permet l'acquisition de compétences pour leur vie future au sein de la société. La Petite Fille aux Dominos reflète une concentration quasi-adulte de l'enfant, tout en préservant la fraîcheur de son âge.
Le talent d'Anker restitue le charme simple et attachant d'un regard juvénile. La sensibilité du peintre ressort de ses portraits d'enfants rêveurs ou graves, dont l'innocence nous interpelle. L'artiste nous renvoie au temps où nous étions nous-mêmes des « petits ». 
Le monde des enfants d'Anker montre le changement éducatif en Europe au XIXe siècle, tel que nous le rencontrons dans l'esprit humaniste des Suisses Jean-Jacques Rousseau (1712-1778) et Johann Heinrich Pestalozzi (1746-1827). L’œuvre d'Anker le raconte au travers de nombreuses représentations d'élèves au tableau noir, tenant une plume, lisant ou portant une ardoise. C'est un gros progrès par rapport aux générations précédentes d'enfants, placés dans les garderies des fabriques où travaillaient leurs mères. Ce n'est qu'en 1874 que l'enseignement primaire obligatoire est ancré dans la Constitution suisse.

## Dessins

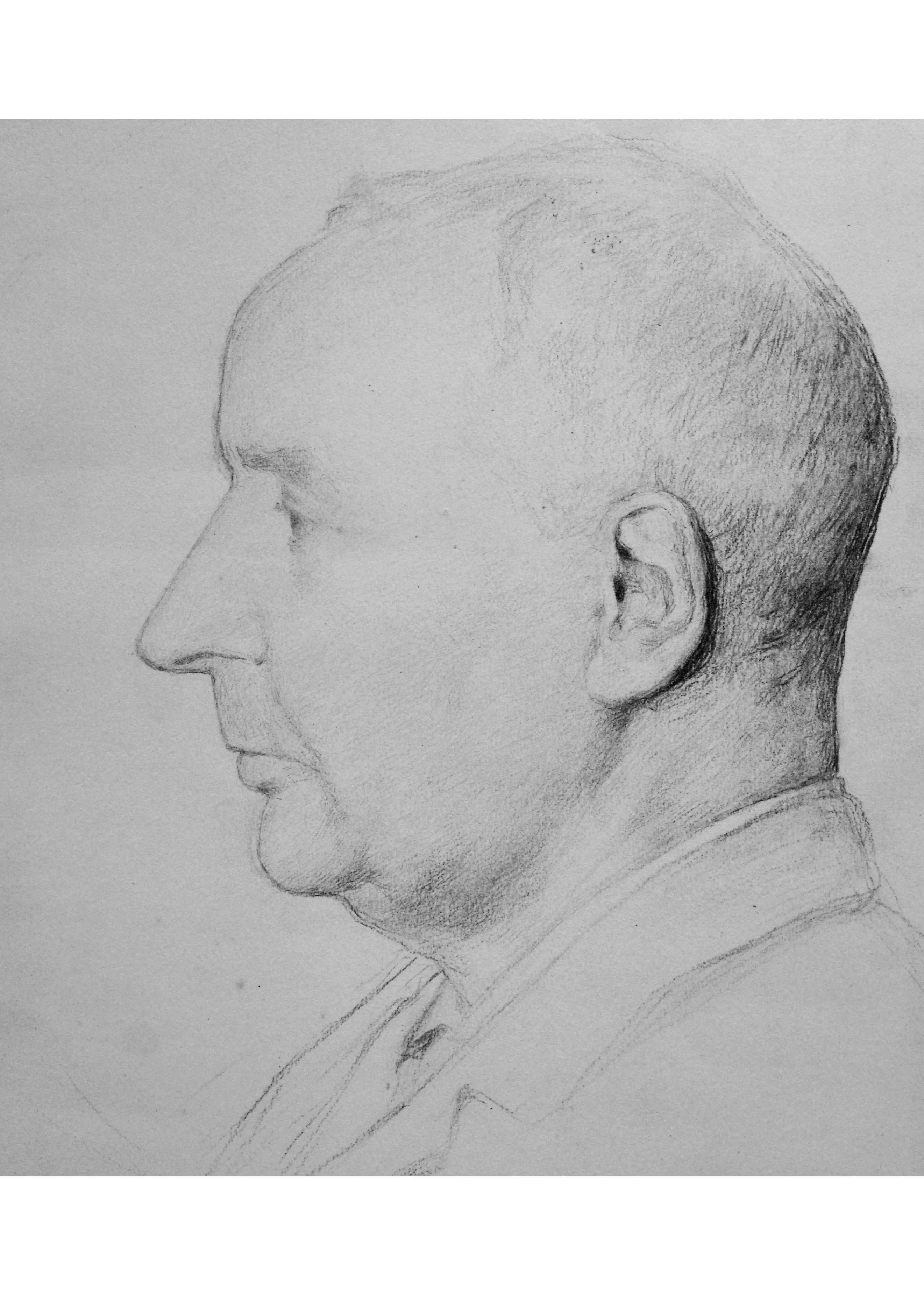
Portrait du juge Armand Weiss.

Anker développe, à un âge précoce, ses talents artistiques de dessinateur, bien avant qu'il ne commence sa formation à Paris en 1854. Encore enfant, il utilise chaque occasion pour dessiner, à l'école, en chemin ou à la maison. En 1846, pendant ses cours de dessin privés, il réalise l'étude d'un crâne au crayon, au gymnase de Neuchâtel, qui lui vaut un prix d'excellence, ce qui lui arrive ensuite régulièrement. Cette reconnaissance de son talent donne au jeune Anker la certitude qu'il a les compétences nécessaires pour devenir peintre professionnel.
Les cours que suivait Anker chez Charles Gleyre commençaient par une solide formation au dessin, préalable obligatoire à la peinture. Anker restera marqué par la rigueur de cette formation, comme le montre le portrait de son ami Armand Weiss.
Sa gamme d'œuvres sur papier, va de croquis rapides, qui servent de variantes à ses dessins, ou d'échantillons pour ses clients, jusqu'à des travaux détaillés et élaborés, qui sont considérés comme des œuvres distinctes. Il réalise 230 dessins et aquarelles, pour le compte de l'éditeur neuchâtelois Frédéric Zahn (1857–1919) afin d'illustrer son édition de œuvres de Jeremias Gotthelf, ainsi que pour d'autres publications populaires.
On connaît de lui des travaux au crayon, fusain, plume, craie, sanguine, pastel ou sépia et des mélanges de diverses techniques sur des formats variés. Le nombre d'œuvres sur papier, réalisées par Anker n'est pas connu, mais on peut supposer qu'il en existe plusieurs milliers. Le style de son langage pictural va du travail au crayon finement exécuté au dessin au noir de charbon vigoureusement tracé qui est à la base de ses aquarelles, peintures à l'huile et faïence, qui représentent une partie importante de son œuvre.

### Principales œuvres
- École de village en Forêt-Noire (1858)
- La Petite amie, 1862, huile sur toile, 64 × 46 cm, Collection Christoph Blocher[9]
- Le soldat de 1830 revenant au pays (retour aux pays), 1872, Musée des beaux-arts de La Chaux-de-Fonds
- Femme lacustre, 1873, Musée des beaux-arts de La Chaux-de-Fonds
- Thé et madeleines, 1873, huile sur toile, 33 × 48 cm, Collection Christoph Blocher[9]
- Louise, fille de l’artiste (1874)
- Le petit déjeuner (1879) Musée des Beaux-Arts Bâle
- Le Pharmacien du village (1886)
- Le Lacustre (1886)
- Le Mariage civil (1887)
- Une vieille et une petite fille enfilant une aiguille (1887), huile sur toile, 63 × 78 cm, Collection privée[10]
- La Soupe populaire d’Anet (1893)
- Autoportrait (1895)
- Jeune Paysan dormant (1897) Musée des Beaux-Arts Bâle
- Jeune fille tricotant (1897)
- Judith (1885) (céramique de Th. Deck)
- Pestalozzi et les orphelins (1902)

Albert Anker, Le soldat de 1830 revenant au pays (retour au pays), 1872, Musée des beaux-arts de la Chaux-de-Fonds
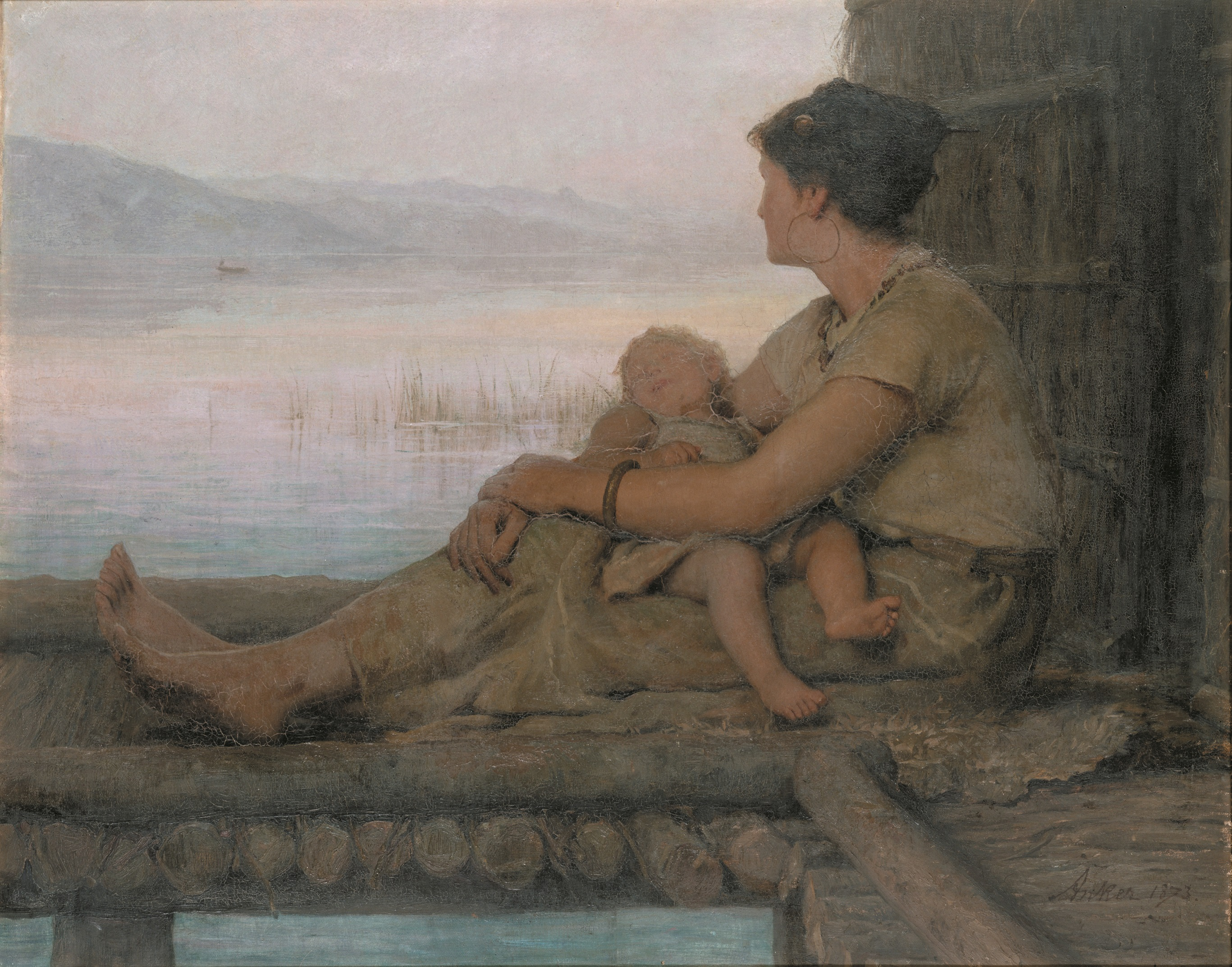
Albert Anker, Femme lacustre, 1873, Musée des beaux-arts de La Chaux-de-Fonds
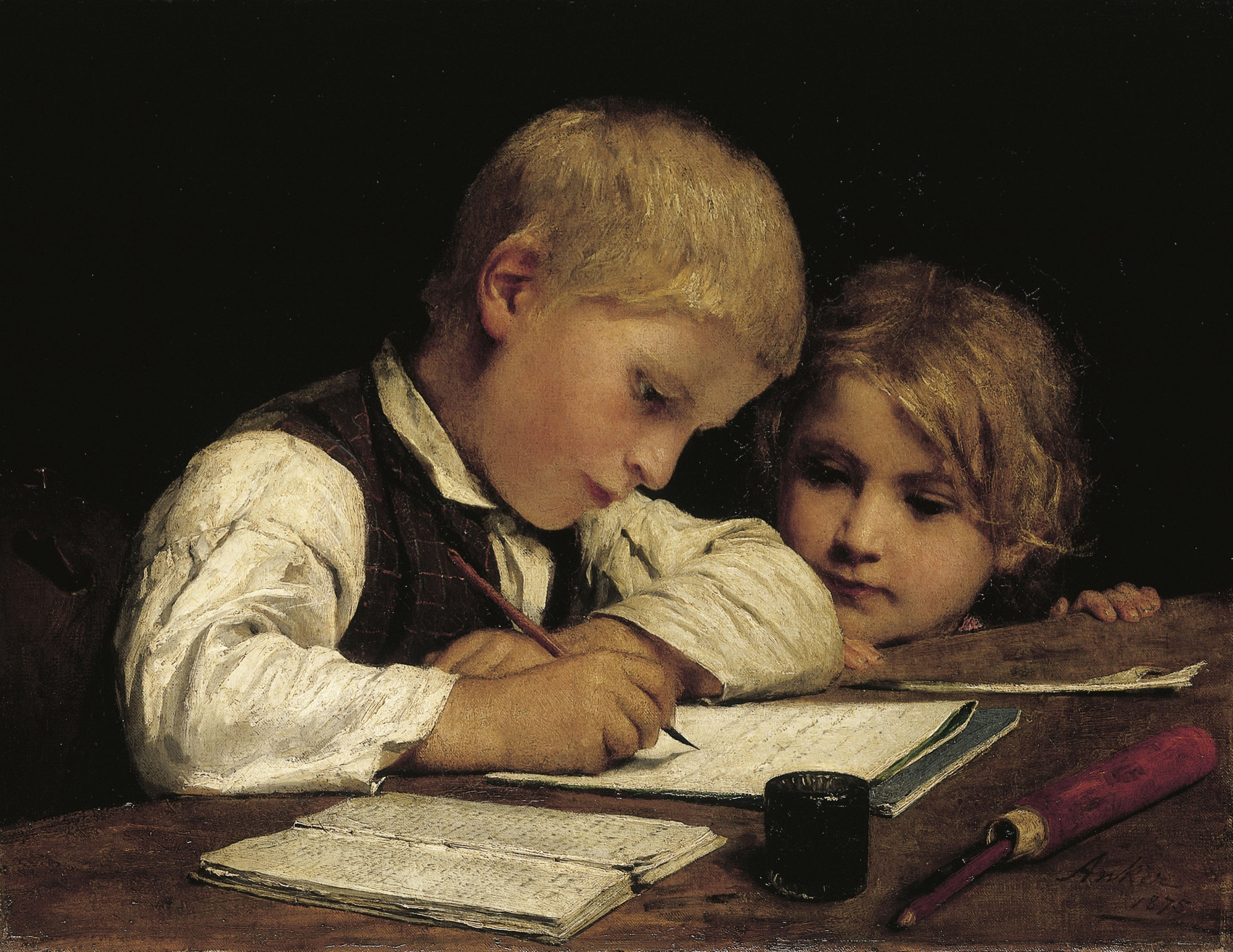
Garçon écrivant devant sa sœur, 1875.
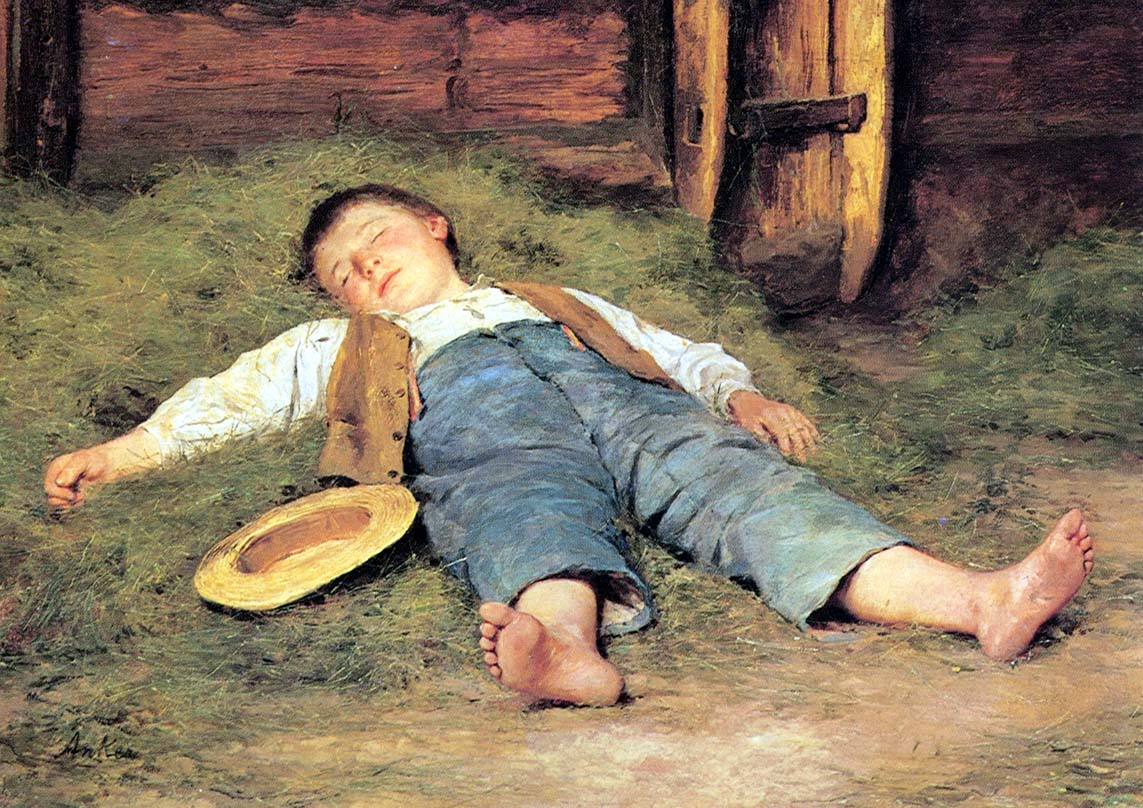
Garçon dormant dans le foin, 1897, Musée des Beaux-Arts Bâle.
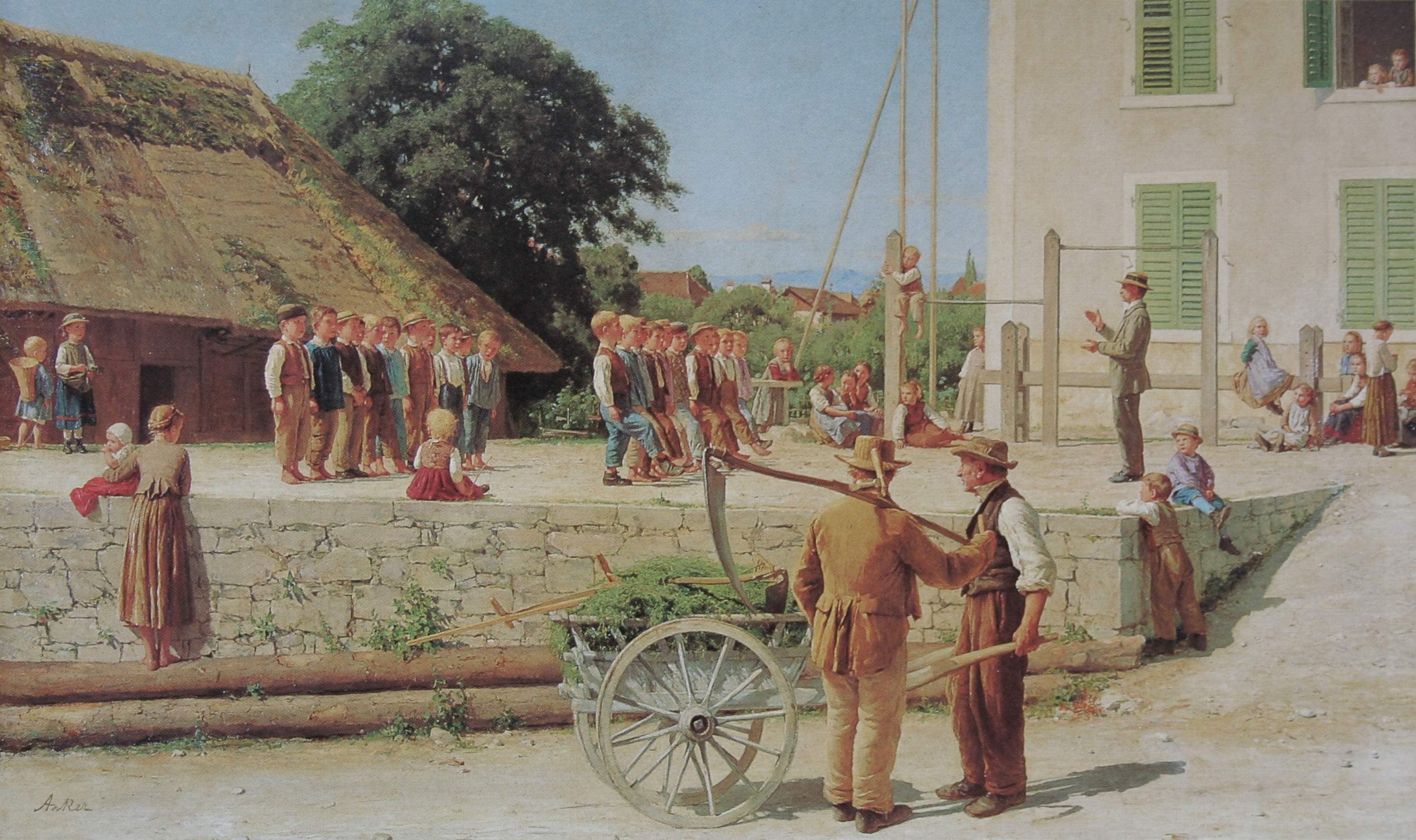
Leçon de gymnastique à Anet (1879)[n 1].

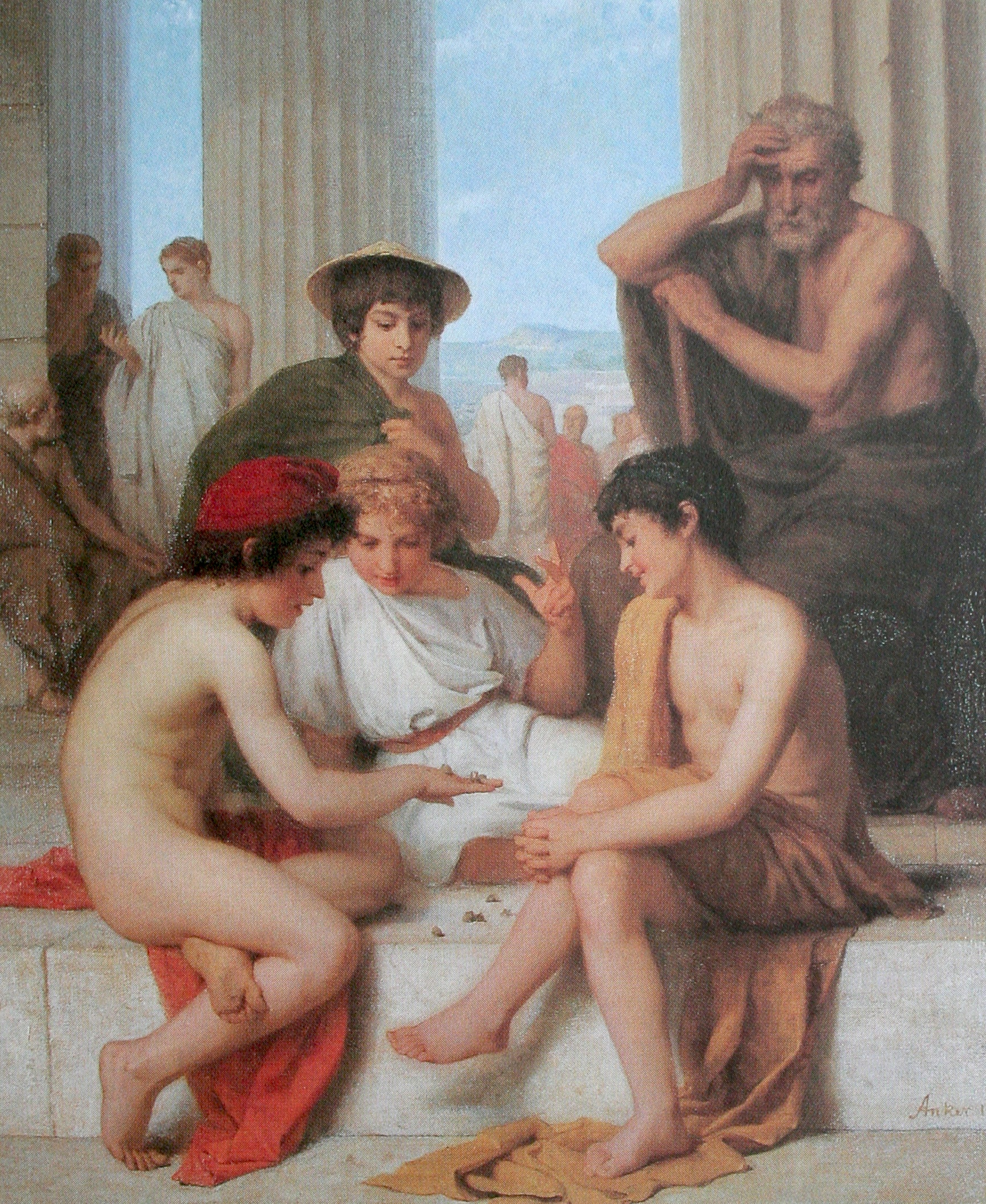
Die Knöchelspieler 1864.
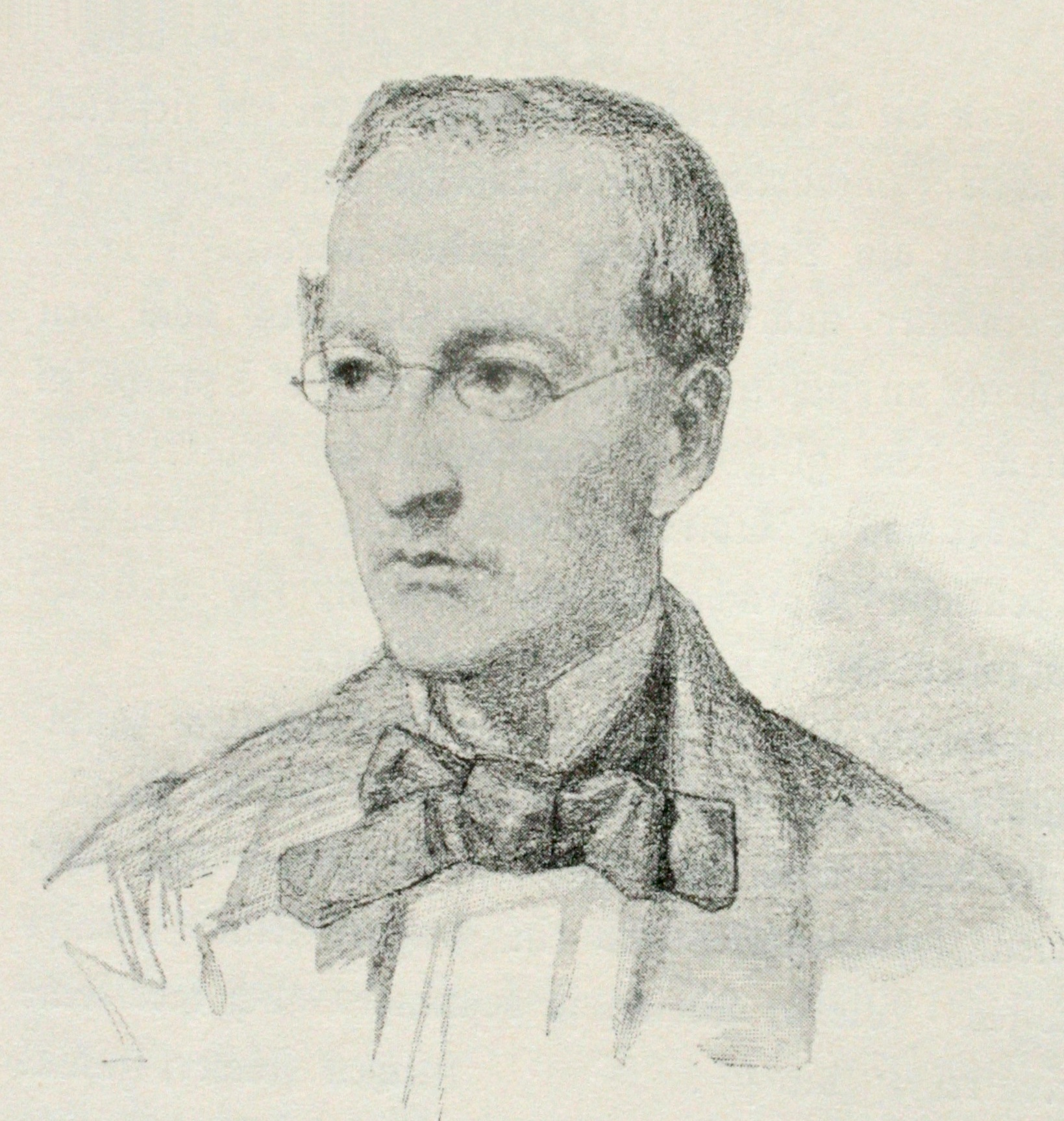
Melchior Römer (1853).
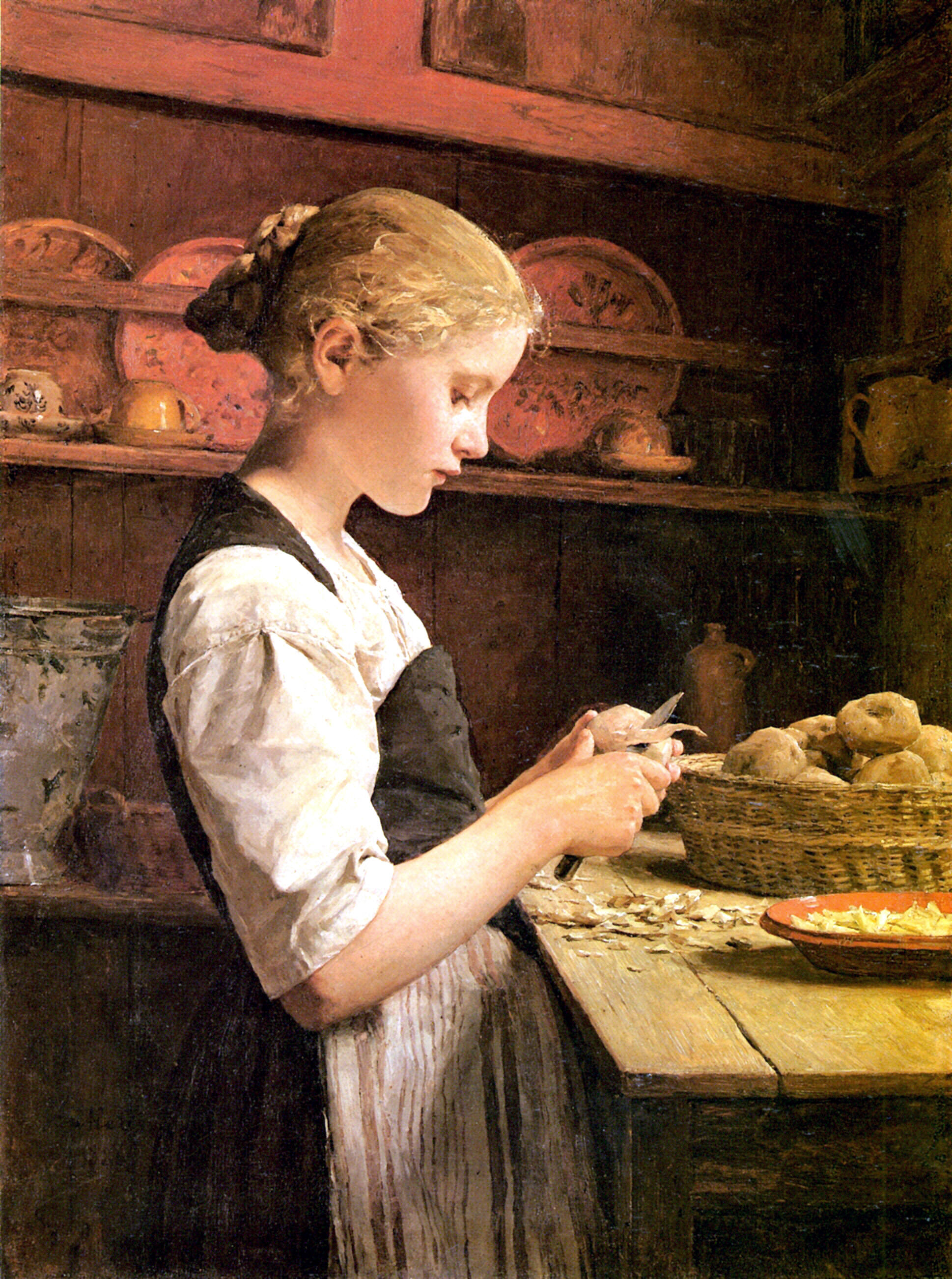
Jeune fille épluchant des pommes de terre.
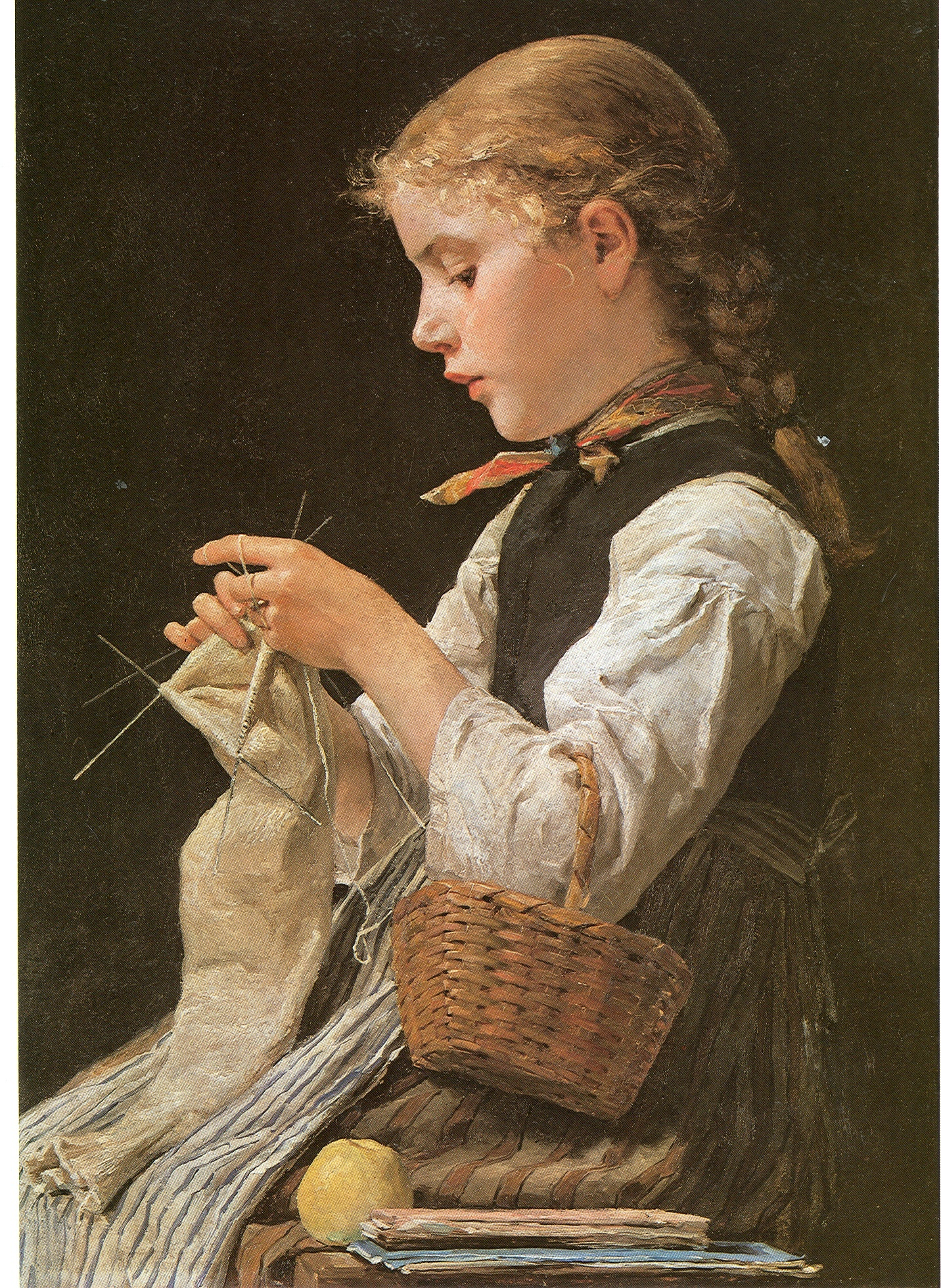
Jeune fille tricotant, 1884.
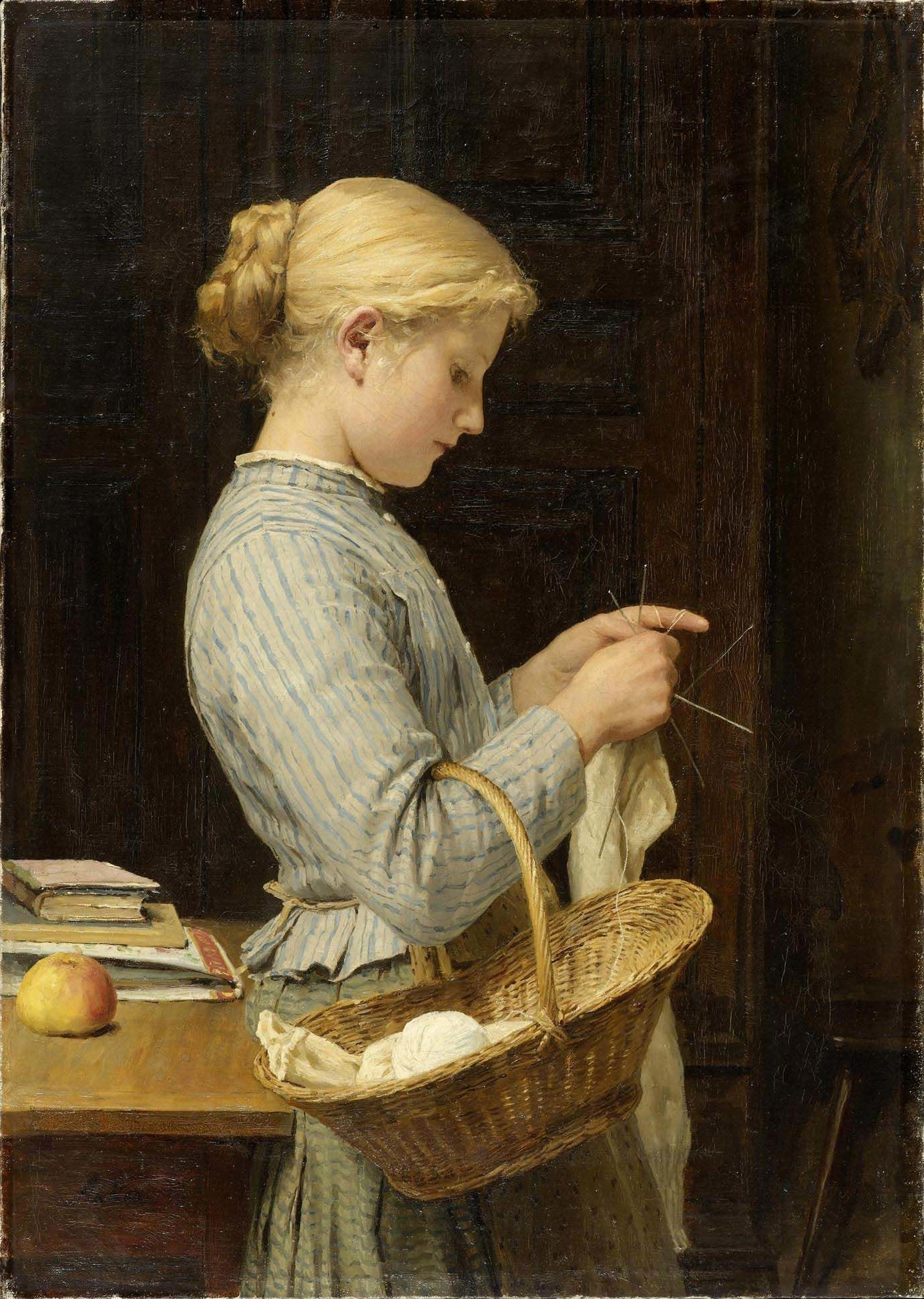
Jeune fille tricotant, 1888.
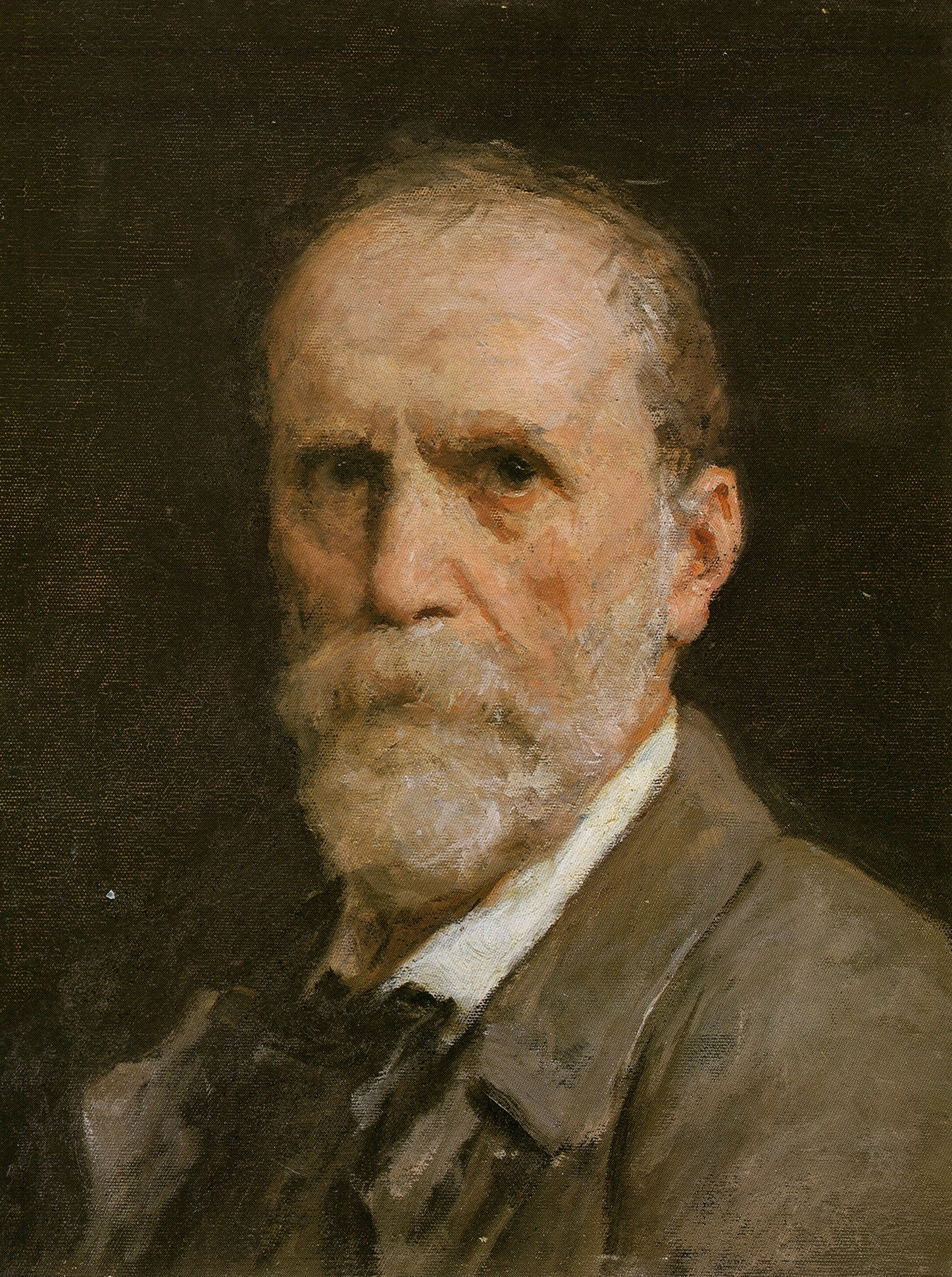
Autoportrait, 1908.

## Postérité
Expositions :
- 2004 & 2024 : Fondation Pierre Gianadda à Martigny : "Rétrospective" et "Anker et lenfance"[10].
- 2010 : musée Oskar Reinhart de Winterthour rétrospective à l'occasion du 100e anniversaire de sa mort, intitulée Albert Anker. Schöne Welt. Zum 100. Todestag[13].

Documentaire :
- Heinz Bütler, Leçons de peinture chez Raphaël (titre original : Albert Anker - Malstunden bei Raphaël), Suisse, 2022, 1 h 30[14].